# Trichostomum sprengelii
Trichostomum sprengelii là một loài rêu trong họ Pottiaceae. Loài này được (Schwägr.) Lindb. mô tả khoa học đầu tiên năm 1864.